# Boy Swallows Universe
Boy Swallows Universe és una minisèrie de televisió australiana de coming-of-age per a Netflix basada en la novel·la semiautobiogràfica de Trent Dalton. Produïda per Andrew Mason i Troy Lum i escrita per John Collee, la història gira al voltant de l'Eli Bell, un jove de classe treballadora que s'endinsa a l'inframon de Brisbane per salvar la seva mare del perill. Compta amb un repartiment coral encapçalat per Travis Fimmel, Phoebe Tonkin, Felix Cameron, Lee Tiger Halley, Zac Burgess, Simon Baker, Bryan Brown, Anthony LaPaglia i Sophie Wilde. S'ha subtitulat al català.
La sèrie es va estrenar a Netflix l'11 de gener de 2024 amb elogis de la crítica i del públic. La història, el to, la interpretació i la fidelitat a la novel·la original van ser temes especialment aclamats. Va rebre nombrosos reconeixements, incloent-hi deu nominacions als premis Logie.

## Producció

### Desenvolupament
Els drets d'adaptació televisiva de la novel·la Boy Swallows Universe de Trent Dalton van ser adquirits per Brouhaha Entertainment, Anonymous Content i Chapter One. El 4 de març de 2022, es va anunciar que Netflix havia encarregat una sèrie limitada de 8 episodis, amb els productors Andrew Mason i Troy Lum de Brouhaha Entertainment, Sophie Gardiner del Chapter One i Kerry Kohansky-Roberts i Toby Bentley d'Anonymous Content.

### Càsting
El 31 d'agost de 2022 es va revelar que Felix Cameron interpretaria el personatge principal, l'Eli Bell, i que altres papers protagonistes els interpretarien Lee Tiger Halley, Travis Fimmel, Simon Baker, Phoebe Tonkin, Bryan Brown, Anthony LaPaglia i Sophie Wilde. A més, Christopher James Baker, Deborah Mailman, Ben O'Toole i altres intèrprets també van aconseguir papers secundaris.

### Rodatge

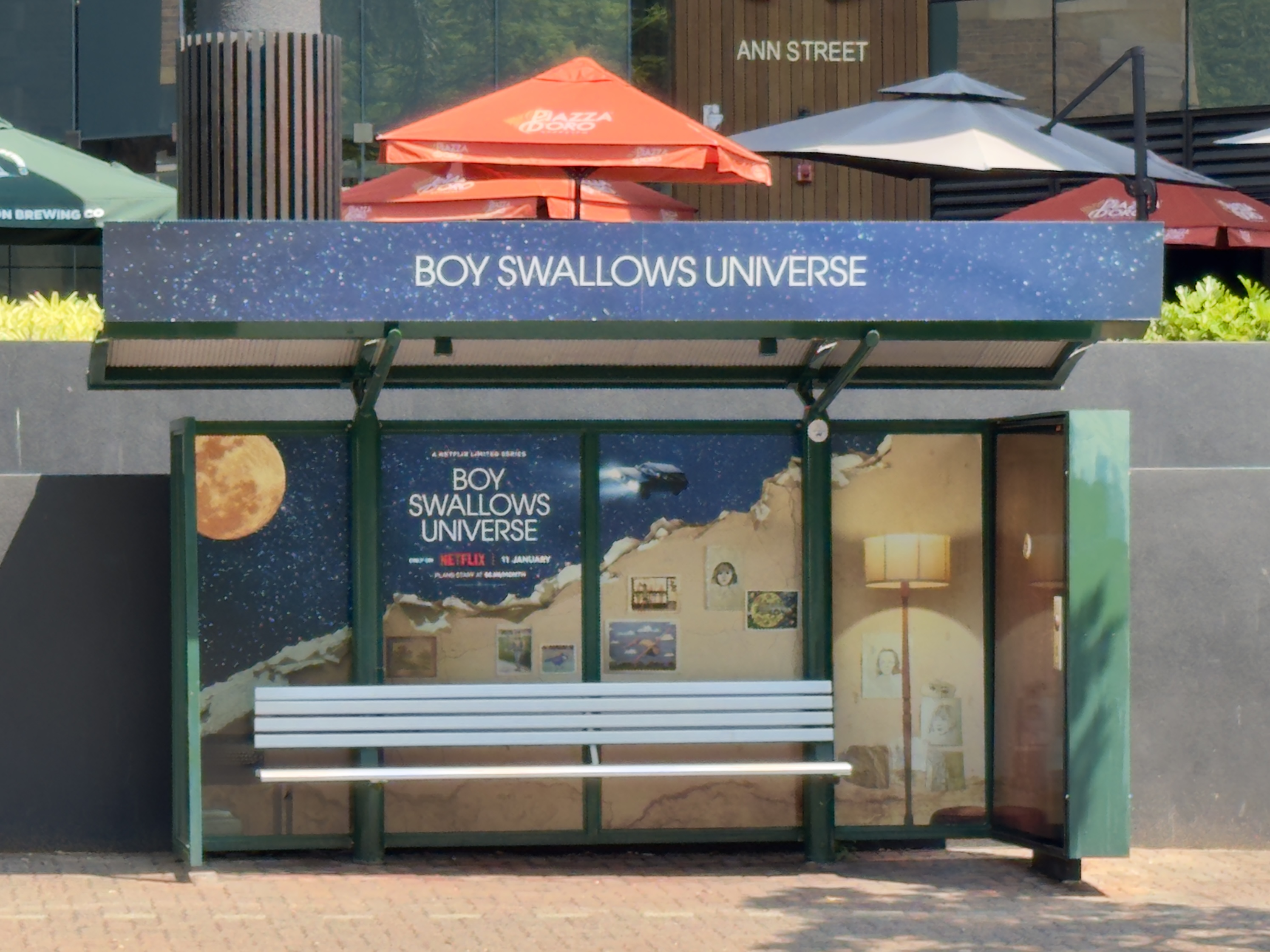
Anunci de la sèrie en una parada d'autobús a Brisbane.

Shelley Farthing-Dawe en va ser la principal directora de fotografia de la sèrie. La rodatge va començar l'agost de 2022 a Brisbane. Una casa de Beenleigh (Queensland) es va utilitzar per a simular la casa d'en Lyle i la Frankie mentre que la llar d'en Robert es trobava realment a Wavell Heights, també a Queensland. Les escenes de la família comprant una consola Atari de segona mà es van rodar a Chelmer.